# Питер Џерети
Питер Џерети (енгл. Peter Gerety; рођен 17. маја 1940. у Провиденсу, Роуд Ајланд), амерички је позоришни, филмски и ТВ глумац.
Најпознатији је као судија Данијел Фелан у серији Жица (2002–2008).